# Borislav Dević
Borislav Dević (serbisch-kyrillisch Борислав Девић; * 9. Januar 1963 in Donje Biljane, SFR Jugoslawien; † 8. Januar 2023 in Sydney, Australien) war ein jugoslawischer Leichtathlet.

## Leben
Borislav Dević wurde 1963 im Dorf Donje Biljane geboren und wuchs in Kninska Krajina auf. Er spezialisierte sich zunächst auf den 1500-Meter-Lauf und nahm unter anderem an der Universiade 1987 teil. Aufgrund des Jugoslawienkriegs zog er kurz nach Sarajevo und flüchtete dann nach Belgrad, während seine Eltern in die Vereinigten Staaten zogen. Da er keine Verwandtschaft in Jugoslawien mehr hatte, lebte er bei Goran Raičević, mit dem er auch trainierte. Dević belegte bei den Europameisterschaften 1994 den 16. Platz im Marathonlauf. Ein Jahr später wurde er Sechster beim Houston-Marathon und nahm im Marathonlauf bei den Leichtathletik-Weltmeisterschaften 1995 in Göteborg teil. Bei den Olympischen Sommerspielen 1996 belegte Dević im Marathonlauf von Atlanta mit einer Zeit von 2:21:22 h den 49. Platz von 111 Finishern. Beim Belgrad-Marathon 1997 belegte er in einer Zeit von 2:16:01 h den siebten Platz. 1998 und 1999 nahm er an den Halbmarathon-Weltmeisterschaften teil. Zudem startete er bei den Crosslauf-Europameisterschaften 1999 und ein Jahr später beim Rom-Marathon. Nach den Jugoslawienkriegen zog Dević nach Sydney, wo er 2002 seinen letzten internationalen Wettkampf bestritt. Während seiner Karriere gewann Dević 12 jugoslawische Meistertitel und war anschließend als Trainer tätig.
Dević starb 2023 einen Tag vor seinem 60. Geburtstag.